# Polarspärrmossa
Polarspärrmossa (Campylium longicuspis) är en bladmossart som beskrevs av Lars Hedenäs 1989. Polarspärrmossa ingår i släktet spärrmossor, och familjen Amblystegiaceae. Arten är reproducerande i Sverige. Inga underarter finns listade i Catalogue of Life.